# 香港足球會
香港足球會（簡稱港會），由曾經擔任香港輔政司的駱克及一班英國商人於1886年創辦，是香港歷史最悠久的一間足球會，亦為全亞洲成立最久而又仍然運作的足球會。該會早期不但組織足球隊參賽，在香港足球總會成立前，更負責制訂比賽章則，共贏過13次香港乙組足球聯賽冠軍。現時於香港超級聯賽角逐。

## 球會歷史

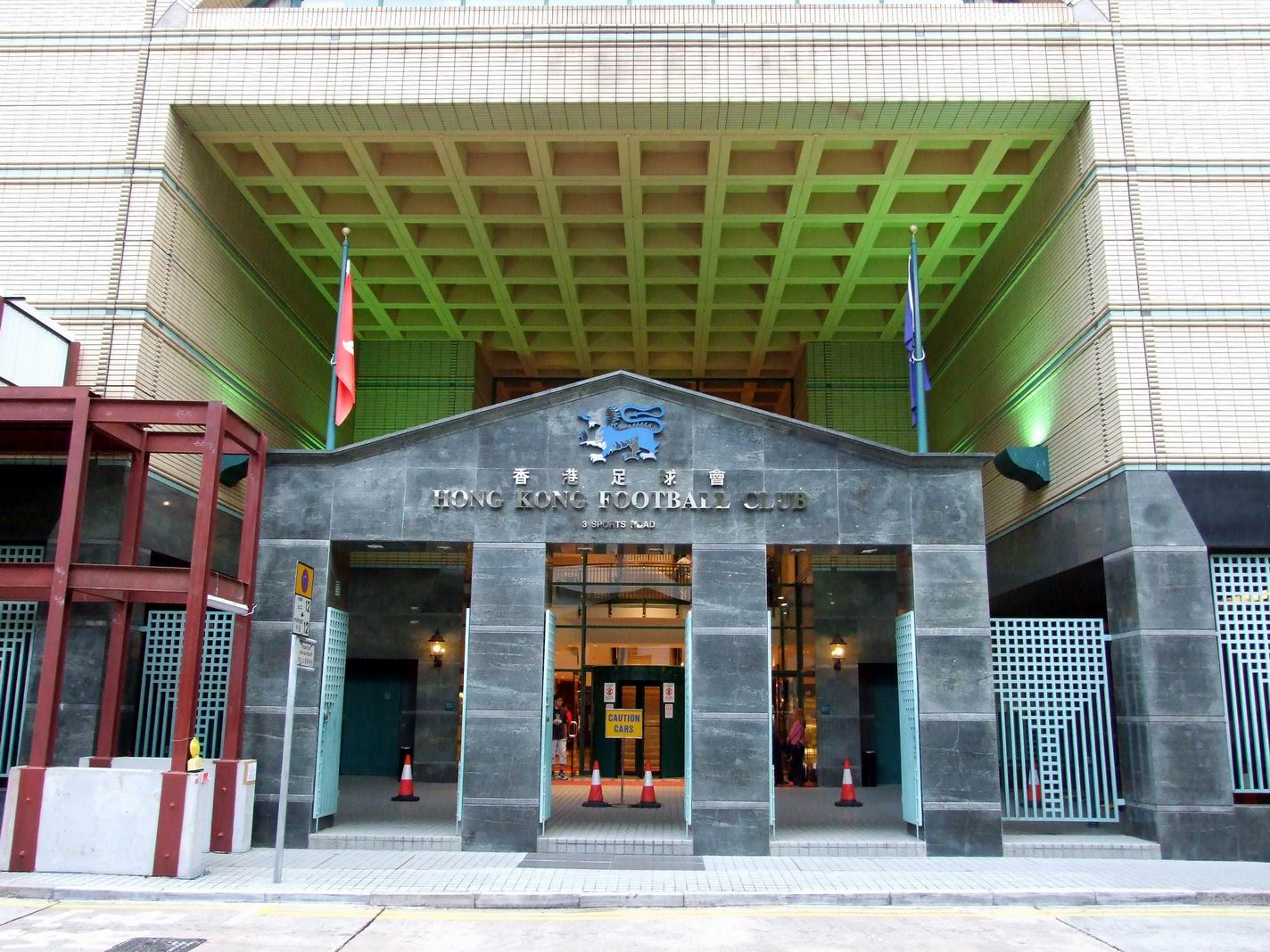
香港足球會球場入口

成立於1886年的港會，於早期為一支強隊。早於1898-1899年度，港會首次奪得球會史上首項重要錦標高級銀牌冠軍。在1919–1920年球季，港會首次奪得香港甲組足球聯賽冠軍。
至第二次世界大戰後，港會實力大不如前，香港足球總會於1957年開始實施聯賽升降制度，港會於1957–1958年甲組聯賽位列尾二，首次降班。雖然香港足球於1960年代尾開始實施職業化，但是港會至今仍然保持其業餘身份，實力在乙組 (現為甲組) 屬於勁旅，但在改制前的甲組與現時的港超聯則與其他職業球會存有莫大距離，故此常在甲及乙組浮沉，被笑稱為「升降機」。
2009–2010年球季，港會第 13 次贏得香港乙組足球聯賽冠軍，再次升上甲組作賽，邀請舊將基保擔任助理教練，並且羅致了多名在香港居住的外籍前職業球員加盟以大幅度地增強實力。2010–2011年香港甲組足球聯賽連舊將前鋒麥基亦歸隊。
2010–2011年球季，港會重返甲組第一場比賽，便作客以 1–1 迫和大埔。不過，港會始終由業餘球員組成，球員體能狀況與職業球員有分野，在首循環聯賽未嘗一勝，9 戰 2 和 7 負只得 2 分排包尾。然而在2011年1月8日在青衣運動場上演的聯賽盃8強賽事，卻憑藉麥基與夏志明各入一球，以 2–1 爆冷擊敗大埔，首次殺入聯賽盃4強。
2016–2017年球季，港超足球聯賽19戰僅得6分的港會護級形勢已命懸一線，而R&F富力與標準灝天今午0：0打和，更是向該支業餘球隊宣判「死刑」，港會在只餘1場比賽之下落後第10名的標準灝天3分，由於對賽成績吃虧，篤定以第11名完成該季聯賽，來季回到港甲角逐。
2021/22球季升上港超：足總規定要港會進一步職業化。港會需要簽入最少9名華人球員，加強陣容深度。2022/23球季，港會簽入多名歸化球員包括莫漢睿，杜國樑，積施利，温俊，福保羅，基奥，更創出近三十年開季最佳成績，11月初已經取得四勝三和的良好成績。
2023年2月5日，元宵節主場赛事龍門費查九十六分鐘倒掛射入，成為港超第一位入球龍門，主場1比1迫和晉峰。
2023年2月19日，港會2比0主場擊敗深水埗。聯賽有21分，是1963年球季後，可以再次在香港頂級聯賽拿到超過20分的球季。教練向傳媒宣佈今季創造歷史。
2023年2月26日主場對傑志的比賽，全場滿座扯紅旗。一共有1720名球迷入場，O比三負。入球球員一球丹恩奴域，兩球明加索夫。2O23年4月26日某報訪問主教練，下季大部份球員留下，還會加入5至6名現役港超球員，目標聯賽前三名。
2023–2024年球季，中場喜比特及前鋒中村俊輔退役，中堅杜國樑及後衛余毅行轉投香港U23，左翼李小恒轉投冠忠南區，前鋒簡嘉亨加盟。2023年7月29日開操、介紹其他六名加盟球員、包括中堅劉學銘、左閘白星馳、右閘或防守中場李俊諺、中場文家永、前鋒江展民、前鋒播磨浩謙、陣容比上季年青不少。
2O24-2025年球季，右閘周子謙轉投東方，中堅菲杜化，中堅劉學銘，右中場莊文歷離隊。今季教練團隊谷卓斯 – 主教練，基保 – 技術顧問，福保羅 – 助教，邁亞 – 助教，積華 – 守門員教練
，梅萬尼 – 體能教練，李俊賢 – 技術分析。
2024-2025年球季，包括:港會 2024至25球季 球員名單 (截至 2024年7月30日)，龍門費查 (隊長)，右閘積施利，中場峇夏比，中堅加斯特夫，域陀列比奧*，比提，陳浩嘉*，麥斯道廷*，中場唐道碧，艾斯亨利*，前鋒何家智，中堅黎皚韜，前鋒林智豐，林澔希*，右閘李俊諺*，梁城祖*，梁溢*，李宗恒*，前鋒文家永，
中場麥美倫，前鋒里奧，中堅羅素，翼鋒曾俊軒*，防守中場溫俊，防守中場黃琛喆*。今季球隊簽入不少年青球員，希望更年青化，長遠由半職業轉為全職業球會。
- U22 球員

- 2O24年8月27日，防守中場温俊轉投港甲球會東區體育會。

## 球會近况
- 2024年8月27日。2023–24年球季滿约球員包括法國龍門邁亞，龍門馮朗軒，英國龍門馬浩龍，德國艾斯亨利，中堅菲杜化，中堅史提芬，中堅劉學銘，左後衛白星馳，日本中場小池晃廣，澳洲右中場莊文歷，巴西中鋒泰亞高，日本前鋒中村俊輔。

- 2025年1月3日英格蘭中堅費利皮爾加盟、加強後防能力。
- 2025年1月中旬簽入前鋒于揚加強前線調動能力。
- 2O25年6月三大名宿退役，分別是費查，積施利，羅素。
- 2O25年8月開操，簽入王子聰，陳柏熹，羅焯熙，王力威等球員。

## 球會文化
主場球場

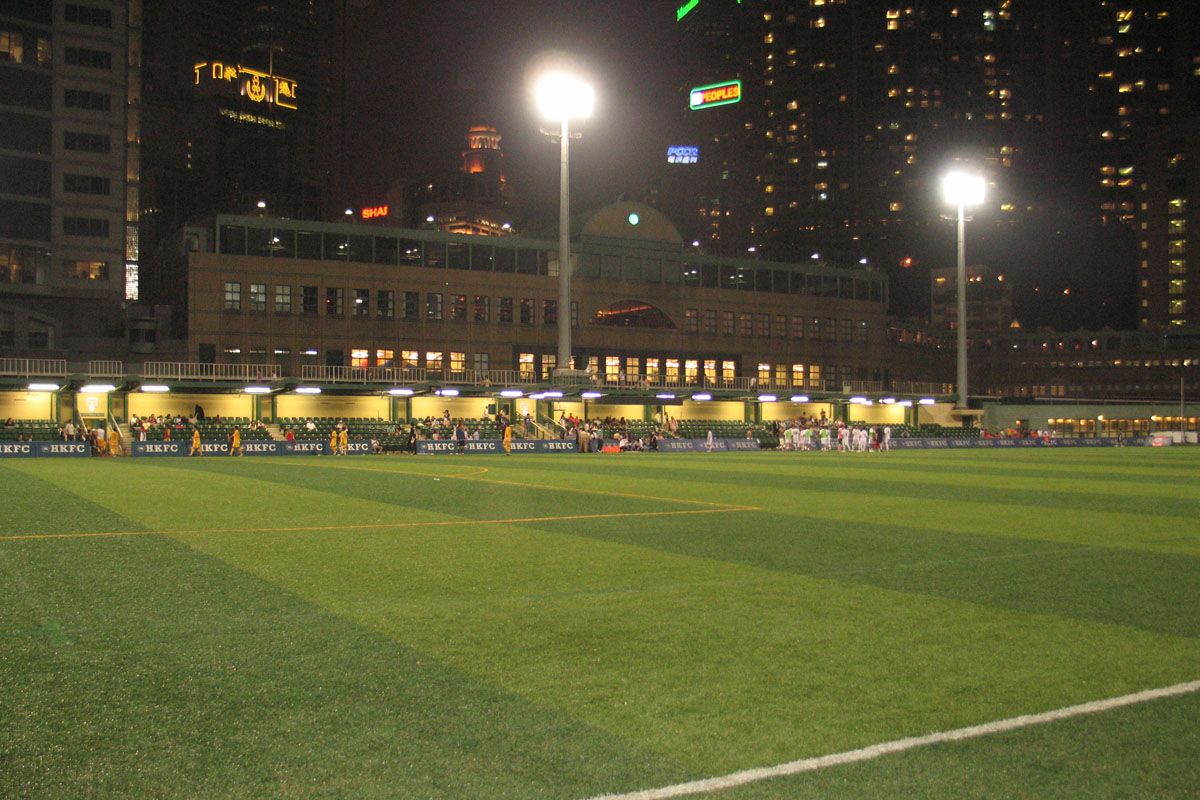
香港足球會球場

香港足球會球場是香港足球會的主場，位於香港跑馬地體育路 3 號。球場為仿真草足球場，有 2,750 個座位。球場在1886年香港足球會成立時經已存在，原址為於跑馬地馬場旁側。首場在港會球場舉行的比賽於1886年2月16日進行，為一場欖球賽事，由港會對英軍。首場足球比賽則在同年3月16日進行，由港會對工程。在戰前，不少甲組聯賽賽事均在該球場舉行。及至1995年，為配合跑馬地馬場擴建工程，球場被拆卸，其後在跑馬地馬場內重建。2002年，球場轉鋪仿真草皮。香港足球會球場同時為前香港國際七人欖球賽的場地，每年香港足球會國際七人足球賽與香港國際十人欖球賽皆在該球場舉行。
港會二隊
跟許多香港老牌球會一樣，港會以前亦曾派出兩支球隊參賽，其中在1988–89年球季，港會在甲組聯賽位列包尾，港會二隊卻獲得乙組聯賽亞軍，因而出現香港足球戰後唯一一次，同一支球隊在甲、乙組之間同時升、降班的奇事。因此，香港足球總會之後修改聯賽附例，不再容許一間球會派遣超過一支球隊在不同組別的聯賽，港會二隊遂借用五一七會籍參賽，近年則改為借用浩運會籍參賽。

## 球會榮譽
| 榮譽                  | 次數        | 年度 |
| 本 土 聯 賽           | 本 土 聯 賽 | 本 土 聯 賽 |
| --------------------- | ----------- | --- |
| 甲組聯賽 （舊制）冠軍 | 1           | 1919–1920年 |
| 甲組聯賽 （新制）冠軍 | 2           | 2018–2019年、2020–2021年 |
| 乙組聯賽 （舊制）冠軍 | 13          | 1972–1973年、1976–1977年、1978–1979年、1985–1986年、1987–1988年、1992–1993年、1994–1995年 1997–1998年、1998–1999年、2000–2001年、2004–2005年、2005–2006年、2009–2010年 |
| 丙組聯賽 （舊制）冠軍 | 2           | 1978–1979年、1986–1987年 |

## 人員名單

### 管理層及職員名單
| 職 位            | 名 稱 及 國 籍                       |
| ---------------- | ------------------------------------ |
| 管 理 層         |                                      |
| 會長：           | 孔思和 (Nicholas David Hunsworth)    |
| 總監：           | 東尼施利                             |
| 主席：           | 昆查（Mark Grainger）                |
| 秘書長：         | Jun Li                               |
| 教 練 團         |                                      |
| 技術總監：       | 基保安度（Grabo Anto）               |
| 領隊：           | 香港                                 |
| 主教練：         | 谷卓斯（Chancy Cooke）               |
| 助教：           | 邁亞（Gilles Meyer）                 |
| 助教：           | 福保羅 （Paulo Robspierry Carreiro） |
| 守門員教練：     | 華國英（Wah Justin）                 |
| 體能教練：       | 梅万尼 （Shaun Melwani）             |
| 足球學院經理：   | 布力·赫定 （Blake Harding）          |
| 技術分析：       | 李俊賢 （Anson Lee）                 |
| 隊醫：           | Dr. Frankie Tam                      |
| 物理治療師：     | Miss Horlick Ho                      |
| 攝影師：         | Alan Man Jarly Lam                   |
| 社交媒體工作者： | Isaac Yeung                          |

### 球員名單（2025–2026球季）
| 球員註冊類別 | 球員註冊類別     |
| ------------ | ---------------- |
|              | 外援             |
|              | 多重國籍本地球員 |
|              | U-22青年球員     |

| 號碼   | 國籍     | 球員名字                                 | 出生日期       | 加盟年份 | 前效力球會               | 球員註冊身份 | 備註     |
| 守門員 | 守門員   | 守門員                                   | 守門員         | 守門員   | 守門員                   | 守門員       | 守門員   |
| ------ | -------- | ---------------------------------------- | -------------- | -------- | ------------------------ | ------------ | -------- |
| --     | 香港     | 王子聰（Wong Tsz Chung）                 | 1995年6月16日  | 2025年   | 公民                     |              | 新加盟   |
| --     | 香港     | 展庭（Aristide Joseph Gry）              | 2003年11月17日 | 2025年   | 北卡羅萊納大學焦油腳隊   |              | 新加盟   |
| --     | 英格兰   | 古得賢（Dipen Gurung）                   | 2009年7月12日  | 2025年   | 自由身                   | 外援         | 新加盟   |
| 後衛   |          |                                          |                |          |                          |              |          |
| 28     | 香港     | 黎皚韜（Lai Hoi-To）                     | 2002年7月21日  | 2024年   | 香港U23                  |              |          |
| 55     | 英格兰   | 費利皮爾（Perez-Doyle, Felix Alejandro） | 2002年9月26日  | 2025年   | 北區                     | 外援         |          |
| 62     | 香港     | 馬阡皓（Ma Chin Ho）                     | 2005年11月26日 | 2025年   | 九龍城                   | U-22青年球員 |          |
| 97     | 香港     | 林澔希（Lam Ho Hei）                     | 2006年5月3日   | 2024年   | 傑志青年軍               | U-22青年球員 |          |
| --     | 葡萄牙   | 莫雷拉 (Hugo Filipe Silva Moreira）      | 1990年10月30日 | 2025年   | 自由身                   | 外援         | 新加盟   |
| --     | 法國     | 安素 (Dietrich Enzo）                    | 2002年3月2日   | 2025年   | 烏蘭巴托FC               | 外援         | 新加盟   |
| --     | 法國     | 美華沙 (Mirwasser William Salomon）      | 2008年8月28日  | 2025年   | 青年軍                   | 外援         | 新加盟   |
| --     | 香港     | 羅焯熙 (Law Cheuk Hei, "Mo"）            | 2004年11月12日 | 2025年   | 理文                     | U-22青年球員 | 外借加盟 |
| --     | 香港     | 詹皓臻（Jim Ho Chun）                    | 2007年2月2日   | 2025年   | 理文                     | U-22青年球員 | 新加盟   |
| 中場   |          |                                          |                |          |                          |              |          |
| 4      | 香港     | 唐道碧（Toby Down）                      | 1994年6月3日   | 2024年   | 自由身                   |              |          |
| 10     | 美国     | 薩拉沙（Jesus Salazar）                  | 2001年7月28日  | 2024年   | 公馬內湖                 | 外援         |          |
| 24     | 香港     | 李宗恒（Li Chung Hang）                  | 2006年12月31日 | 2024年   | 理文                     | U-22青年球員 |          |
| 30     | 香港     | 博偉程（Calum Bloxham）                  | 2007年2月28日  | 2023年   | 傑志                     | U-22青年球員 |          |
| 31     | 香港     | 鄭進（Cheng Chun Wang Ryan, "Xavi"）     | 2001年2月11日  | 2025年   | 九龍城                   |              |          |
| 40     | 英格兰   | 歷祈活（Nicholas Kedwards）              | 2008年2月1日   | 2024年   | 青年軍                   | 外援         |          |
| 77     | 香港     | 陳恆亮（Max Chan）                       | 2007年5月10日  | 2024年   | 索察                     | U-22青年球員 |          |
| 99     | 香港     | 陳浩嘉（Chan Ho Ka）                     | 2006年6月18日  | 2024年   | 均業北區                 | U-22青年球員 |          |
| --     | 香港     | 西施文樂宜（Luis Gabor Salzmann）        | 2006年1月1日   | 2025年   | 1. FC-TSG Königstein     |              | 新加盟   |
| --     | 香港     | 陳柏熹（Chan Pak Hei）                   | 1997年3月26日  | 2025年   | 浩運                     |              | 新加盟   |
| --     | 美国     | 蒙廸仙奴 (Leonardo Manuel Montesinos）   | 2001年7月17日  | 2025年   | Don Bosco Garelli United | 外援         | 新加盟   |
| 前鋒   |          |                                          |                |          |                          |              |          |
| 19     | 大韩民国 | 申在鎬（Shin Jae-ho）                    | 2003年12月7日  | 2024年   | 漢堡三隊                 | 外援         |          |
| 44     | 蘇格蘭   | 彬尼（Jack Bennie）                      | 2007年10月12日 | 2025年   | 青年軍                   | 外援         |          |
| 67     | 蘇格蘭   | 麥根尼高（Cai McGunnigle）               | 2009年3月30日  | 2025年   | 青年軍                   | 外援         |          |
| 80     | 美国     | 關尼克（Auston Karnick）                 | 2000年11月14日 | 2024年   | 海岸精神                 | 外援         |          |
| --     | 香港     | 王力威（Naveed Khan）                    | 2000年1月7日   | 2025年   | 中西區                   |              | 新加盟   |
| --     | 香港     | 何東霖（Ho Tung Lam Stanley）            | 2005年2月14日  | 2025年   | WilmU Wildcats           |              | 新加盟   |
| --     | 法國     | 羅諾德 (Arnaud Rollin）                  | 2001年1月3日   | 2025年   | FC Limonest              | 外援         | 新加盟   |
| --     | 日本     | 井上龍也 (Inoue Tatsuya）                | 1999年10月26日 | 2025年   | Khangarid FC             | 外援         | 新加盟   |
| --     | 澳大利亚 | 莊文歷 (Dominic Johns）                  | 2000年4月12日  | 2025年   | 自由身                   | 外援         | 新加盟   |

### 離隊球員名單（2025–2026球季）
| 國籍                       | 球員名字                                    | 位置       | 出生日期       | 加盟球會                |
| 夏季轉會窗                 | 夏季轉會窗                                  | 夏季轉會窗 | 夏季轉會窗     | 夏季轉會窗              |
| -------------------------- | ------------------------------------------- | ---------- | -------------- | ----------------------- |
| 英格兰                     | 費查（"Freddie" Toomer, Frederick Charles） | 守門員     | 1992年2月19日  | 退役                    |
| 香港                       | 李溢晉 (Li Yat Chun, "Edward")              | 守門員     | 1995年12月8日  |                         |
| 香港                       | 韋俊軒（James Robert Wright）               | 守門員     | 2007年7月29日  |                         |
| 香港                       | 比提（Callum Thomas Beattie）               | 左後衛     | 2001年8月28日  | 傑志                    |
| 丹麦                       | 素朗臣（Jonas Sørensen）                    | 後衛       | 2005年4月15日  |                         |
| 香港                       | 積施利（Jonathan Jack Sealy）               | 後衛       | 1987年5月4日   | 退役                    |
| 香港                       | 羅素（Andy Rusell）                         | 後衛       | 1987年11月21日 |                         |
| 香港                       | 梁城祖（Bradley Leong）                     | 後衛       | 2006年5月28日  |                         |
| 香港                       | 曾俊軒（Tsang Chun Hin）                    | 後衛       | 2005年1月14日  | 北區                    |
| 塞尔维亚                   | 斯特芬（Stefan Antonic）                    | 後衛       | 2001年2月6日   |                         |
| 香港                       | 奧斯卡（Oscar Junior Benavides Medeiros）   | 中場       | 1994年6月3日   |                         |
| 蘇格蘭                     | 麥美倫（Marcus McMillan）                   | 中場       | 1995年5月5日   | 退役                    |
| 蘇格蘭                     | 史加利（Daniel Scally）                     | 中場       | 1999年12月20日 |                         |
| 香港                       | 黃琛喆（Wong Sum-Chit Sherman）             | 中場       | 2005年2月28日  | 退役                    |
| 巴西                       | 里奧（"Leo" Peres, Leonardo Jose）          | 前鋒       | 1992年4月7日   | 東區                    |
| 中国                       | 陈灏（Chen Hao）                            | 前鋒       | 2002年1月11日  | 標準流浪                |
| 爱尔兰                     | 莫寧（Cian Morling）                        | 前鋒       | 2006年9月30日  | William Carey Crusaders |
| 香港                       | 何家智（Ho Ka Chi）                         | 前鋒       | 2002年7月16日  |                         |
| 香港                       | 于楊（Yu Yang Bosley）                          | 前鋒       | 2001年1月10日  |                         |
| 冬季轉會窗                 |                                             |            |                |                         |
| 非轉會窗時期(冬季轉會窗後) |                                             |            |                |                         |

## 曾效力球員

### 本地球員
| 陳文俊 | 鄭禮騫 | 張寶春 | 張子鍵 | 馮凱文 | 何國泉 | 黎俊     | 李恒滙 |
| 馬嘉祺 | 吳國熙 | 鮑家耀 | 黃志強 | 黃耀富 | 楊熙智 | 陳健安   | 屠俊翹 |
| 李福榮 | 余懷英 | 劉學銘 | 周子謙 | 廖家樂 | 基保   | 金寶     | 夏志明 |
| 麥基   | 羅素   | 積施利 | 麥根   | 白星馳 | 福保羅 | 尹迪辛達 | 羅倫士 |
| 昆查   | 比提   | 梁城祖 | 李溢晉 | 奧斯卡 | 黃琛喆 | 香港     | 曾俊軒 |

### 外援球員
| 狄斯尼 | 施素高 | 施利   | 占士比查 | 湯密士 | 柯子威 | 李察臣   |
| 基菲爾 | 馬頓   | 馬干   | 佐敦布朗 | 費查   | 狄卡倫 | 芝利卡士 |
| 華拉治 | 賀蘭特 | 禾路文 | 麥美倫   | 史加利 | 馬浩龍 | 泰亞高   |
| 里奧   | 陈灏   |        |          |        |        |          |

## 外部連結
- 香港足球會的Facebook專頁
- 香港足球會的X（前Twitter）
- 香港足球會的Instagram帳戶
- 香港足球會-足球部官方網站 （页面存档备份，存于）
- 香港足球會官方網站 （页面存档备份，存于）
- 香港足球總會網頁球會資料 （页面存档备份，存于）